# Zeche Hasenwinkel
Die Zeche Hasenwinkel war ein Steinkohlebergwerk in Dahlhausen. Das Bergwerk war auch bekannt unter dem Namen Zeche Vereinigte Hasenwinkel. Die Zeche Hasenwinkel ist eines der ältesten Bergwerke im Ruhrgebiet. Das Bergwerk gehörte in der zweiten Hälfte des 19. Jahrhunderts zu den bedeutenden Bergwerken im Regierungsbezirk Arnsberg. Die Zeche Hasenwinkel gehörte zu den Gründungsmitgliedern des Vereins für die bergbaulichen Interessen im Oberbergamtsbezirk Dortmund.

## Geschichte

### Die Anfänge
Auf den Feldern der späteren Zeche „Hasenwinkel“ wurde bereits im 17. Jahrhundert Bergbau betrieben. Am 14. Februar des Jahres 1854 konsolidierten die Zechen Hasenwinkel-Himmelscroner Erbstolln und Vereinigte Kirschbaum & Neumark, mit den Grubenfeldern Fortuna und Johann Christoph unterhalb der Stollensohle zur Zeche Hasenwinkel. Das Bergwerk hatte als Förderschacht den Schacht Constanz August in Betrieb. Im selben Jahr wurde ein tonnlägiger Hilfsschacht bis auf eine Teufe von 21 Metern geteuft. Der Schacht wurde mit einem Handhaspel betrieben. Um die geförderten Kohlen verkoken zu können, wurde eine Privatkokerei in Dahlhausen vom Gewerken Liebknecht betrieben. Im Jahr 1856 wurden die Ausrichtungsarbeiten weiter fortgeführt. Im Feld der stillgelegten Zeche Fortuna wurden die Teufarbeiten für einen seigeren Schacht begonnen. Im selben Jahr wurde mit der Förderung begonnen, zum Teil wurde auch Kohleneisenstein abgebaut. Das Bergwerk gehörte zu diesem Zeitpunkt zum Bergrevier Dahlhausen.

### Die weiteren Jahre
Im Jahr 1857 wurde der Stollenschacht abgeteuft. Der Schacht wurde an der Bochum-Hattinger Chaussee angesetzt. Er erhielt den Namen Schacht Fortuna und wurde in der Nähe des Hilfsschachtes abgeteuft. Der Schacht brachte eine Abbauhöhe von 30 Lachtern. Im selben Jahr war Schacht Wilhelm in Förderung. Der Betrieb des Bergwerks musste in diesem Jahr erheblich eingeschränkt werden. Der Grund für diese Maßnahme war der Stillstand der Ruhrschifffahrt, da die Zeche Hasenwinkel ihren Absatz zum großen Teil über die Ruhr tätigte. Den Absatz über den Landweg konnte nur durch den Betrieb des Schachtes Fortuna verbessert werden. Durch den Schacht war das Flöz Großenebenbank erschlossen worden. Das Flöz hatte eine Mächtigkeit von 80 Zoll. Im Jahr 1858 wurde begonnen, den Schacht Fortuna 2 abzuteufen. Der Schacht wurde in Weitmar angesetzt. Im Jahr darauf wurde der Schacht Fortuna 2 bei einer Teufe von 42 Metern mit der Stollensohle des General Stollens Nr. 2 durchschlägig. Die schlechte Ruhrschifffahrt und die gedrückten kommerziellen Verhältnisse des Bergwerks wirkten sich auch in diesem Jahr auf die Leistungsfähigkeit des Bergwerks aus. Im selben Jahr wurde am Schacht Fortuna 2 eine Dampffördermaschine installiert. Die Maschine hatte eine Leistung von 15 PS. Im selben Jahr wurde der Schacht über Tage über eine Pferde-Eisenbahn transporttechnisch mit der Ruhr verbunden.
Im Jahr 1861 wurde mit den Teufarbeiten für den Schacht Julius Philipp begonnen. Der Schacht wurde nach dem Bergmeister Julius Philipp Heintzmann benannt und diente dem Übergang zum Tiefbau. Der Schacht wurde im Bereich Polterberg 10 angesetzt. Der Schacht hatte eine rechteckige Schachtscheibe mit den Maßen 22,2 Zoll mal 15 Zoll und wurde bereits in diesem Jahr bis auf eine Teufe von 5½ Lachtern abgeteuft. Der Abbau fand in diesem Jahr im Bereich der Schächte Fortuna, Constanz August und Friedrich Wilhelm statt. Über Tage wurde weiter an der Pferde-Eisenbahn gearbeitet, um den Tiefbauschacht mit der Witten-Duisburger Eisenbahn transporttechnisch zu verbinden. Im Jahr darauf erreichte der Schacht Julius Philipp bei einer Teufe von 29 Metern die Stollensohle des General Stollens Nr. 2. Bei einer Teufe von 63 Metern (+28 m NN) wurde die 1. Sohle angesetzt. Die Wasserhaltung im Schacht konnte mittels Tonnen durchgeführt werden. Bei den Teufarbeiten wurden mit dem Schacht die Flöze Diomedes, Hermeline und Ida durchörtert. Im selben Jahr wurde das Feld Rotterdam erworben und das Feld Hinnerck verliehen. Die Berechtsame umfasste nun eine Fläche von 3,7 km2. Im Jahr 1863 wurde bei einer Teufe von 126 Metern (−35 m NN) die 2. Sohle angesetzt. Der Schacht erhielt noch im selben Jahr einen Malakoffturm. Es wurde das westliche Stollenflügelort im Feld Friedlicher Nachbar um sieben Lachter weiter aufgefahren. Das Flügelort im Flöz Großebank wurde um drei Lachter weiter in östlicher Richtung aufgefahren. Es wurden in diesem Jahr die Geviertfelder Vereinigte Kirschbaum & Neumark Nr. 1, Vereinigte Kirschbaum & Neumark Nr. 2 und Louis verliehen.

### Der weitere Betrieb
Im Jahr 1864 wurde der alte Stollenschacht August aufgewältigt. Der Schacht war auf den Sonnenschein Stolln geteuft worden und befand sich 200 Meter nördlich von Schacht Julius Philipp. Der Schacht wurde für die Bewetterung mittels natürlichem Wetterzug benötigt. Im selben Jahr wurden die Felder Anna Maria, Diomedes, Fortuna, Fortuna Beilehn, Hinnerk, Kupferplatte, Rotterdam, Vereinigte Kirschbaum & Neumark Nr. 1, Vereinigte Kirschbaum & Neumark Nr. 2 und Louis zur Zeche Vereinigte Hasenwinkel konsolidiert. Die Berechtsame umfasste nun eine Fläche von 3,5 km2. Im Jahr darauf ging der Stollenschacht August in Betrieb. Des Weiteren wurde der Schacht Julius Philipp in Betrieb genommen. Im Hasenwinkel-Himmelscroner-Erbstolln wurde ein 584 Lachter langes Teilstück des Stollens wieder aufgewältigt. Dieses Teilstück wurde auf einer Länge von 170 Lachtern mit einer Bruchsteinmauerung versehen. Nachdem das Teilstück des Stollens überarbeitet worden war, wurde der General-Stolln Nr. 2 zwischen dem Stollenmundloch und Schacht Theresia abgeworfen. Schacht August wurde von der Stollensohle aus bis auf 20 Lachter Höhe mit einer Ziegelsteinmauerung versehen. Im selben Jahr wurde die Pferdebahn zum Bahnhof Dahlhausen in Betrieb genommen. Im Jahr 1866 wurde die Förderung in den Schächten Fortuna 1, Fortuna 2, Friedrich Wilhelm und Constanz August eingestellt. Schacht Constanz August wurde weiter als Wetterschacht genutzt. Im Jahr 1867 wurde die Gewerkschaft alten Rechts in eine tausendteilige Gewerkschaft neuen Rechts umgewandelt. Die neue Gewerkschaft wurde unter dem Namen Gewerkschaft Hasenwinkel eingetragen. Im selben Jahr wurden die restlichen Kohlenvorräte oberhalb der Stollensohle abgebaut. Über Tage erhielt der Betriebsbereich an Schacht Julius Philipp einen Eisenbahnanschluss mittels Normalspurbahn. Im Jahr 1869 wurden die Teufarbeiten am Schacht Julius Philipp wieder aufgenommen und der Schacht wurde tiefer geteuft. Bei einer Teufe von 177 Metern (−86 m NN) wurde die 3. Sohle angesetzt. An Schacht August wurde unter Tage ein Wetterofen installiert. Um den Abbau oberhalb der Stollensohle weiter führen zu können, wurde im Feld Fortuna im Ortsteil Weitmar ein seigerer Schacht geteuft. Der Schacht erreichte eine Teufe von 75 Metern. Im Jahr 1870 wurde am Schacht Julius Philipp mit der Montage einer 95-zölligen Wasserhaltungsmaschine begonnen. Im Jahr 1873 wurde der Schacht im Feld Fortuna stillgelegt. Im Jahr 1876 wurde die Eisensteinzeche Korthaus übernommen. Dadurch umfasste die Berechtsame nun eine Fläche von 4,3 km2. Im Jahr 1881 soff die 3. Sohle aufgrund starker Regenfälle ab. Im darauffolgenden Jahr wurden die Teufarbeiten am Schacht Julius Philipp wieder aufgenommen und der Schacht wurde tiefer geteuft. Bei einer Teufe von 259 Metern (−168 m NN) wurde die 4. Sohle angesetzt. Im Jahr 1885 wurde in der Nähe des Zechengeländes die Privatkokerei Gustav Schulz in Betrieb genommen. Im Jahr 1887 wurde ein Vertrag mit der Zeche Prinz Regent geschlossen, der der Zeche Prinz Regent den Abbau im Längenfeld Fortuna ermöglichte.
Aufgrund der gestiegenen Anforderungen an die Bewetterung reichte der Schacht Constanz August nicht mehr aus. Im Jahr 1888 wurde mit den Teufarbeiten für einen neuen Wetterschacht begonnen. Der Schacht wurde in der Nähe von Schacht Julius Philipp angesetzt. Im Jahr darauf ging der neue Wetterschacht bis zur 1. Sohle in Betrieb. Der neue Wetterschacht war so leistungsfähig, dass die kleinen Wetterschächte nicht mehr benötigt wurden. Noch im selben Jahr wurde der Wetterschacht Constanz August stillgelegt. Zur gleichen Zeit wurde auch der Schacht August stillgelegt. Beide Schächte wurden anschließend verfüllt.
Im Jahr 1890 erwarb der Bochumer Verein alle Kuxe der Gewerkschaft und löste diese auf. Der Kaufpreis für sämtliche Kuxe betrug 8,5 Millionen Mark. Im selben Jahr wurden die Teufarbeiten am Schacht Julius Philipp wieder aufgenommen und der Schacht wurde tiefer geteuft. Nach der Übernahme durch den Bochumer Verein wurden die Tagesanlagen des Bergwerks überarbeitet. Ziel war es, die Leistungsfähigkeit des Bergwerks zu steigern. Im Jahr 1891 wurde eine Seilbahn bis zur Zeche Vereinigte Maria Anna & Steinbank und von dort aus zum Bochumer Verein installiert. Die Seilbahn hatte eine Länge von drei Kilometern und diente dem Transport der auf Hasenwinkel geförderten Kohlen. Im selben Jahr wurde im Schacht Julius Philipp bei einer Teufe von 356 Metern (−265 m NN) die 5. Sohle angesetzt. Im Jahr 1897 wurde das Feld Holtbrügge, das eine Größe von einem Quadratkilometer hatte, erworben. Das Bergwerk wurde zwischen der 3. Sohle, der 4. Sohle und der 5. Sohle betrieben. Es wurde in den Flöze Anna Maria, Charlotte, Großebank, Nebenbank und Silberbank abgebaut. Auch die Vorrichtungsarbeiten in den einzelnen Bauabteilungen liefen weiter. Im Jahr 1898 waren sechs Flöze in Verhieb. Diese sechs Flöze hatten eine Mächtigkeit (Bergbau)|Mächtigkeit von 0,9 bis zwei Metern. Vier der Flöze hatten einen Bergepacken von 0,05 bis 0,3 Meter, zwei der Flöze waren ohne Bergepacken. Im selben Jahr wurden die Teufarbeiten an Schacht Julius Philipp wieder aufgenommen und der Schacht wurde tiefer geteuft. Das Bergwerk gehörte zu diesem Zeitpunkt zum Bergrevier Hattingen. Im Jahr 1899 wurde im Schacht Julius Philipp bei einer Teufe von 456 Metern (−365 m NN) die 6. Sohle angesetzt.

### Die letzten Jahre
Obwohl der Bochumer Verein große Investitionen auf dem Bergwerk getätigt hatte, wurden die Erwartungen, die man in das Bergwerk gesteckt hatte, nicht erfüllt. In der Hasenwinkeler- und der Generalmulde reichten die Fettkohlenvorräte nur bis zu einer Teufe von 500 Metern. Die bis zu dieser Teufe reichenden Kohlenvorräte waren Anfang des 20. Jahrhunderts zum großen Teil bereits abgebaut worden. Im Jahr 1904 wurde die Zeche an die Gewerkschaft der Zeche Friedlicher Nachbar verkauft. Der Kaufpreis für das Bergwerk lag bei 3,9 Millionen Mark. Durch den Verkauf ging die Zeche Hasenwinkel in der Deutsch-Luxemburgischen Bergwerks- und Hütten-AG auf. Im selben Jahr wurde der Schacht Julius Philipp tiefer geteuft. Im darauffolgenden Jahr wurden die Seilbahn zur Zeche Vereinigte Maria Anna & Steinbank abgebrochen sowie auf der Pferdeanschlußbahn Lokomotiven statt der Pferde eingesetzt und der östliche Feldesteil an die Zeche Prinz Regent abgegeben. Im Jahr 1907 wurde im Schacht Julius Philipp bei einer Teufe von 596 Metern (−505 m NN) die 7. Sohle angesetzt. Im Jahr darauf wurde auf der 7. Sohle ein Durchschlag mit der Zeche Friedlicher Nachbar erstellt. Im Jahr 1909 erhielt der Wetterschacht einen neuen Grubenlüfter. Im Jahr 1919 wurde der Förderbetrieb auf Hasenwinkel eingestellt. Die Anlage wurde anschließend noch einige Jahre als Nebenanlage von Friedlicher Nachbar genutzt. Die auf Hasenwinkel abgebauten Kohlen wurden unter Tage nach Friedlicher Nachbar gefördert und dort im Schacht nach über Tage gefördert. Im April desselben Jahres wurde die Kokerei Hasenwinkel stillgelegt. Im Jahr 1923 wurde die Zeche Hasenwinkel gänzlich stillgelegt. Die Tagesanlagen wurden in den Folgejahren abgerissen. Im Jahr 1926 wurde das Grubengebäude von Hasenwinkel wasserdicht gegen das Grubengebäude von Friedlicher Nachbar abgedämmt. Am 28. Dezember desselben Jahres wurde die Wasserhaltung auf Hasenwinkel eingestellt und die Grubenbaue soffen anschließend ab. Der Schacht Julius Philipp wurde abgeworfen und verfüllt.

## Förderung und Belegschaft
Auf dem Bergwerk wurden sehr gute und stückreiche Fettkohlen gefördert. Zusätzlich wurden schwere Schmiedekohlen gefördert. Die ersten Förder- und Belegschaftszahlen stammen aus dem Jahr 1856, in diesem Jahr wurden mit 417 Bergleuten 322.965 preußische Tonnen Steinkohle gefördert. Im Jahr 1860 stieg die Förderung an auf 82.674 Tonnen Steinkohle, diese Förderung wurde mit 505 Beschäftigten erbracht. Im Jahr 1861 wurde mit 470 Beschäftigten eine Förderung von 450.698 preußischen Tonnen erbracht. Im darauffolgenden Jahr wurden mit 401 Beschäftigten 321.517 preußische Tonnen Steinkohle gefördert. Im Jahr 1865 wurden mit 565 Beschäftigten 107.880 Tonnen Steinkohle gefördert. Im Jahr 1870 stieg die Förderung erneut an auf 158.537 Tonnen Steinkohle, diese Förderung wurde mit 660 Beschäftigten erbracht. Im Jahr 1875 wurden 248.872 Tonnen Steinkohle gefördert, die Belegschaftsstärke lag bei 1067 Mitarbeitern. Im Jahr 1880 wurden mit 902 Beschäftigten 269.252 Tonnen Steinkohle gefördert. Im Jahr 1885 wurden mit 908 Beschäftigten 274.473 Tonnen Steinkohle gefördert. Im Jahr 1890 wurden 266.148 Tonnen Steinkohle gefördert, die Belegschaftsstärke lag bei 1048 Mitarbeitern. Im Jahr 1900 wurden mit 1668 Beschäftigten 311.227 Tonnen Steinkohle gefördert. Die maximale Förderung wurde im Jahr 1905 erbracht. Mit 1514 Beschäftigten wurde eine Förderung von 393.218 Tonnen Steinkohle erbracht. Im Jahr 1922 waren noch 822 Mitarbeiter auf dem Bergwerk beschäftigt, es wurden 136.509 Tonnen Steinkohle gefördert. Dies sind die letzten bekannten Förder- und Belegschaftszahlen.

## Heinrich Kämpchen
Der bekannteste Bergmann der Zeche Hasenwinkel war mit Sicherheit Heinrich Kämpchen, der von 1865 bis 1889 auf Hasenwinkel einfuhr. Im Verlauf des Bergarbeiterstreiks 1889 zum Sprecher der Bergleute gewählt, machte er sich einen Namen durch aufrüttelnde Lieder und Gedichte rund um das Leben der Bergleute im Ruhrkohlenrevier. Von der Zeche als „Frühinvalide“ entlassen und de facto lebenslänglich ausgesperrt, schlug er eine Karriere als Lyriker ein. In Dahlhausen ist unter anderem eine Schule nach ihm benannt.

## Heutiger Zustand
Heute ist von der ganzen Anlage nur noch das denkmalgeschützte Maschinenhaus erhalten. Gut instand gesetzt, beherbergt das Gebäude ein Architekturbüro.